# Globe2 pop/rock
『globe2 pop/rock』（グローブ・トゥー・ポップ・ロック）は、globeの10枚目のフルアルバム。2005年8月10日に発売。発売元はavex globe。

## 解説
デビュー10周年に発売され、オリコンウィークリーチャートで初登場5位を記録した。
タイトルも最初のアルバム『globe』からを一幕とすると、10周年を迎えこれからが第2幕という意味合いもあって『globe2』というタイトルになった。
コンセプトは「ここ4,5年程商業音楽から逸脱した、自己満足で音色フェチな音楽を作ってしまった事への反省」であり、「ここ10年を振り返り『自分の好きだった頃のglobeだな』と思えるように、誰もが口ずさめるJ-POPを目指した」と語っている。反面「CDフォーマットへの一つのけじめ」として1曲単位で配信のみの発売も検討されたが、次第にCDだったらどんな形にするかを考えていったという。
2005年8月8日にオープンした「e-onkyo music store」にて、WMA Pro Lossless(24bit/96kHz)、WMA lossless(16bit/44.1kHz)フォーマットによる先行配信が行われた。

## 収録曲
| 全作曲・編曲: 小室哲哉。 |                        |                      |            |      |
| #                        | タイトル               | 作詞                 | 作曲・編曲 | 時間 |
| 1.                       | 「Love goes on !!」    | 小室哲哉・RAP詞:MARC | 小室哲哉   | 4:43 |
| 2.                       | 「EXPECTATION」        | 小室哲哉・RAP詞:MARC | 小室哲哉   | 5:19 |
| 3.                       | 「Back 2 Be」          | 小室哲哉・RAP詞:MARC | 小室哲哉   | 4:11 |
| 4.                       | 「Here I am」          | 小室哲哉・RAP詞:MARC | 小室哲哉   | 6:10 |
| 5.                       | 「LOST」               | 小室哲哉・RAP詞:MARC | 小室哲哉   | 4:16 |
| 6.                       | 「Asian Night」        | 小室哲哉・RAP詞:MARC | 小室哲哉   | 4:18 |
| 7.                       | 「goodBye NOW」        | 小室哲哉・RAP詞:MARC | 小室哲哉   | 3:45 |
| 8.                       | 「feel like the wind」 | 小室哲哉             | 小室哲哉   | 3:58 |
| 9.                       | 「Judgement」          | 小室哲哉・RAP詞:MARC | 小室哲哉   | 5:33 |
| 10.                      | 「SHIFT」              | 小室哲哉・RAP詞:MARC | 小室哲哉   | 3:11 |
| 11.                      | 「see the next page」  | -                    | 小室哲哉   | 2:57 |
| 合計時間:                | 合計時間:              | 合計時間:            | 48:21      |      |

## 楽曲解説
1. Love goes on !!
2. EXPECTATION
3. Back 2 Be
4. Here I Am
30thシングル。よみうりテレビ・日本テレビ系アニメ『ブラック・ジャック』オープニングテーマ。
5. LOST
6. Asian Night
7. goodBye NOW
8. Feel Like the Wind
9. Judgement
2004年から2005年にかけて行われたライブ・ツアー「globe decade -access best seasons 1995-2004-」で初披露された楽曲。2005年3月にエキサイトの有料音楽配信にて「Judgement (studio live version)」として先行配信された。
10. SHIFT
11. see the next page
インストゥルメンタル。

## クレジット

### レコーディングメンバー
- All Synthesizers, Keyboards & Instrumentation : 小室哲哉
- Guitars : 小室哲哉, 葛城哲哉
- Additional Backing Vocals : ヒルマヒロシ

### スタッフ
- Produced : 小室哲哉
- Mixed : 小室哲哉, Dave Ford
- Mastered : 前田康二
- Recorded : 佐竹央行, 若公俊広
- Synthesizer Programming, Protools Editing & Pyramix Operation : 岩佐俊秀
- A&R : 佐々木淳
- Head A&R : 伊東宏晃
- General Producer : 阿部元博
- Advisors : 荒木隆司, 林真司, 阿久津明, 前田治昌, 下川大介
- Executive Producers : 松浦勝人, 千葉龍平
- Art Direction : 青木克憲
- Photographer : 石田東